# Seo (cognome)
Seo (서?, 俆, 徐, 書, 緖, 西?; in giapponese 瀬尾, 妹尾, 清尾, 背尾, 脊尾, 瀬音, 世尾, 世応, 勢尾, 清雄, 世雄, 世應, 世王, 瀬王, 瀬生, 瀨尾?) è un cognome di lingua coreana e giapponese.

## Possibili trascrizioni
Seoh, So, Sŏ, Su, Suh, Sur, Surh.

## Origine e diffusione
Il cognome può avere differenti significati in base allo hanja usato.
Si tratta del 15º cognome per diffusione in Corea secondo i dati del Korean National Statistics Office del 2015. Nel Paese è portato da circa 752233 persone.

## Persone
- Seo Dong-hyun, calciatore sudcoreano
- Seo Hyun-jin, cantante sudcoreana
- Seo Jung-won, allenatore di calcio ed ex calciatore sudcoreano